# Carlo Nicoli

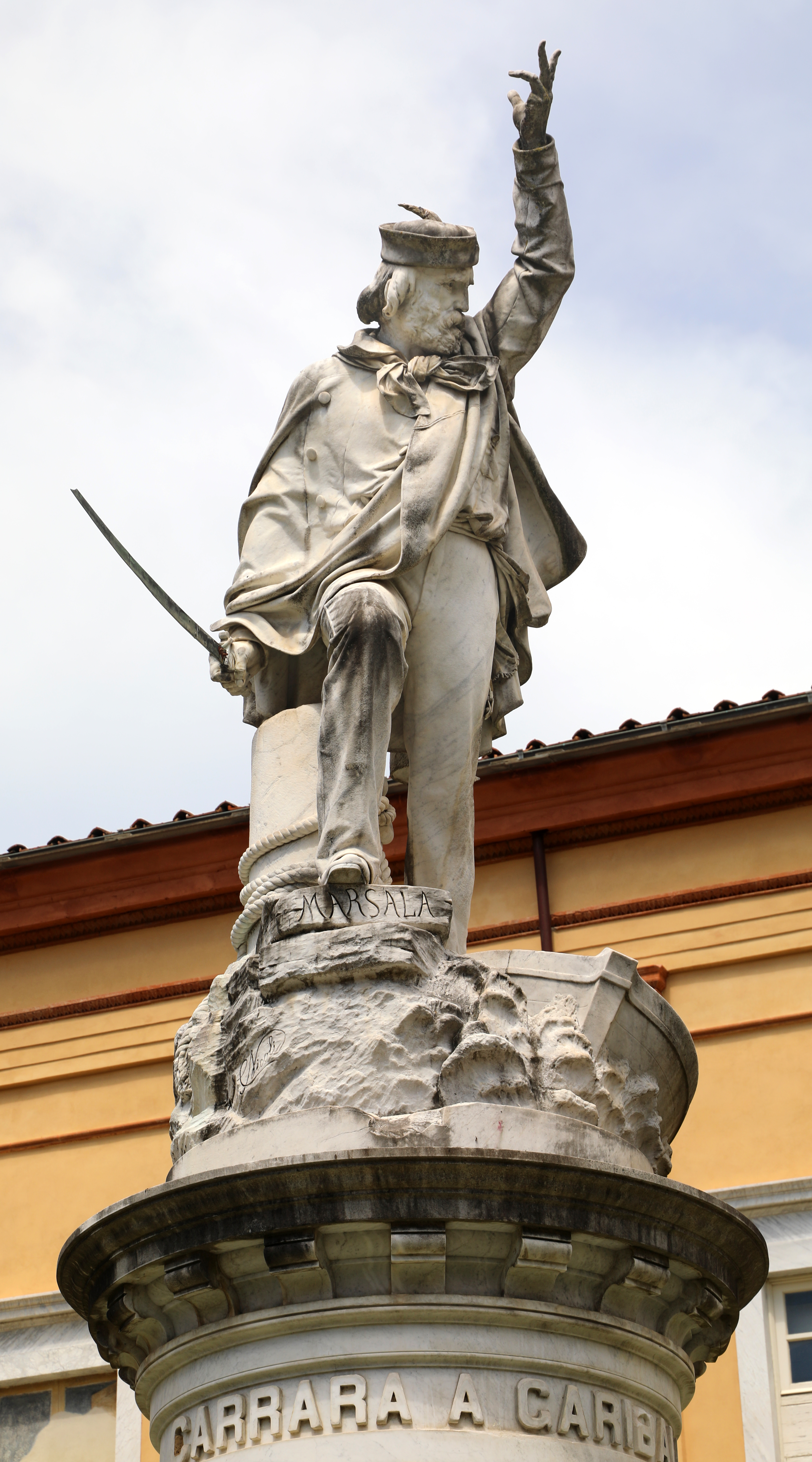
Garibaldistatue in Carrara

Carlo Nicoli (* 4. Oktober 1843 in Carrara; † 2. November 1915 in Avenza) war ein italienischer Bildhauer.

## Leben
Carlo Nicoli studierte an der Accademia und zeichnete sich schon früh aus. 1864 erhielt er die Goldmedaille des Concorso d'Invenzione für seinen Tod des Pompeius. In diesem Jahr beendete er seine Studien und zog nach Florenz, wo er bei Giovanni Dupré arbeitete. 1868 gewann sein Bettler die Goldmedaille auf der Kunstausstellung in Florenz. Viele Jahre später, 1880, wurde er in Marmor gehauen. Sein wachender Engel von 1870 brachte ihm trotz anfänglicher harter Kritik einen Orden und das Lob des spanischen Königs Alfonso ein. Der wachende Engel wurde mehrfach reproduziert. 1871 erntete die Überraschung der Liebe viel Lob.
Nach seiner Rückkehr nach Carrara wurde Carlo Nicoli im Jahr 1875 Honorarprofessor an der Accademia. In San Francesco wurde eine Werkstatt eingerichtet, in der im Jahr darauf die Cervantesstatue für Alcalá de Henares hergestellt wurde. 1878 wurde eine weitere Cervantesstatue geschaffen, die den Dichter in sitzender Haltung darstellte. Ab 1885 war Carlo Nicoli an der Accademia fest angestellt.
Zu Nicolis Werken gehören eine Statue von Kardinal Francisco Jiménez de Cinsero, die mit dem Fabbriottipreis ausgezeichnet wurde und im Haus des Senats in Madrid aufgestellt wurde. In Gladstone befindet sich sein Porträt von Lord Beaconsfield, in Melbourne das Porträt von Charles Dickens. In Bahia in Brasilien befindet sich das 25 Meter hohe Mahnmal für die Vertreibung der Portugiesen und in Carrara selbst das Garibaldidenkmal. In der Galleria Umberto I stehen 18 Statuen von Nicoli, in Durban das Steptondenkmal, in Mexiko das Denkmal für General Empecidano und für Miguel Hidalgo sowie diverse Statuen und Altäre in der Kathedrale Nuestra Senora de Guadalupa, in Argentinien ein Fraybentosmonument. Die Bibliothek der Vatikanstadt besitzt eine Mariendarstellung Nicolis, in Palermo stand die Büste von Francesco Guerrazzi und in der Methuen Memorial Music Hall befindet sich eine plastische Umsetzung des Aurorafreskos aus dem Palazzo Pallavicini Rospigliosi von Guido Reni. Eine Dantestatue befindet sich in Washington, D.C. in der Casa italiana.
Nach seinem Tod wurde die Werkstatt von Familienangehörigen weitergeführt. Sie existiert noch heute.

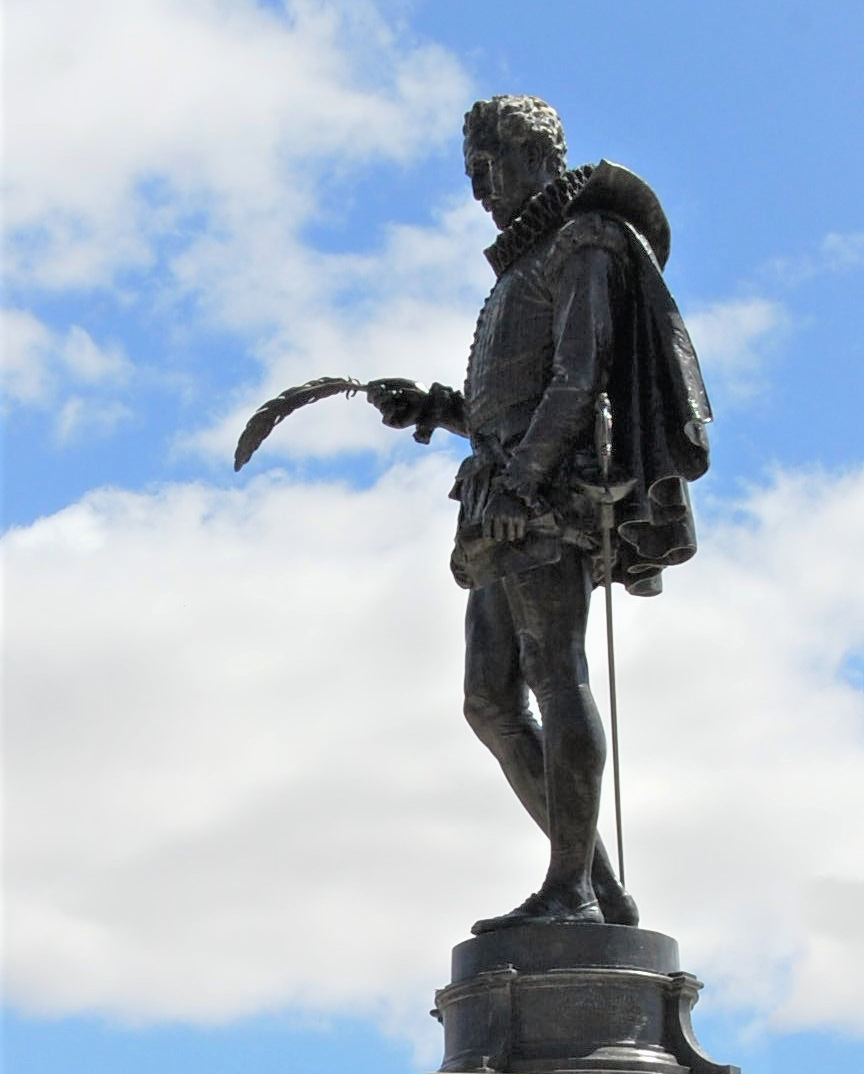
Die Cervantesstatue in Alcalá
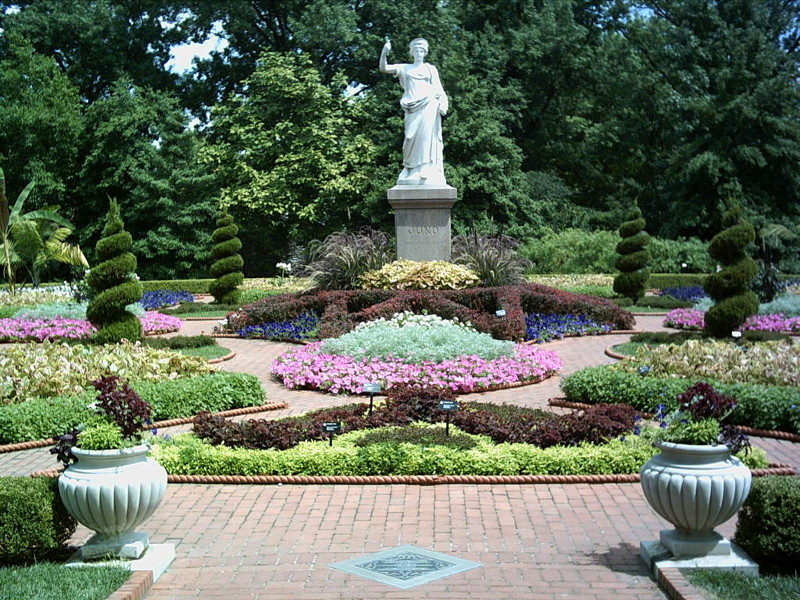
Kopie der Juno Farnese